# Telecast
Telecast es una banda de música cristiana contemporánea y rock cristiano fundada en Spokane, Washington, Estados Unidos por Josh White y Brian Ortize. Hasta la fecha han lanzado tres álbumes bajo el sello discográfico de BEC Recordings. De la formación actual, solo Josh y el teclista Zach Hodges integraron la formación original que lanzó en 2003, The Beauty of Simplicity.

## Historia
Antes de convertirse al cristianismo, Josh White era un adepto al post-grunge. Era el vocalista de Man Ray, grupo de rock que grabó en 1997 el disco Casual Thinking. Sin embargo; el sello de Man Ray, Mercury Records, no promocionó al disco ni al grupo, lo que generó el bajo interés por parte del público y por esta razón la banda decidió separarse.
White entonces formó un grupo de glam rock llamado Medicate con integrantes de Super Deluxe hasta que conoció la fe cristiana. White se convirtió y decidió abandonar Medicate y la música secular. Se mudó a Spokane y colaboró como líder de alabanza en Calvary Church. Ahí conoció al guitarrista Brian Ortize y empezaron a tocar juntos y a desarrollar un sonido propio que mejoró con la llegada de Adam Breeden (guitarra), Marquis Ashley (bajo) y Nick Tibbetts (batería). Deseando una agrupación que sea capaz de permitirle expresar sus creencias y ser a la vez accesible al público en general, White buscó un sonido similar a las reproducidas en las radios alternativas. Para 2003, lanzan su álbum debut: The Beauty of Simplicity.
Dos años después lanzaron Eternity Is Now y en 2008, Quiet Revolution que alcanzó el puesto 49 en el listado de Christian Albums de Billboard.

## Discografía
Álbumes
| 2003                                                     | The Beauty of Simplicity | —  | —  |
| 2005                                                     | Eternity Is Now          | —  | —  |
| 2008                                                     | Quiet Revolution         | 49 | 59 |
| "—" denota que el lanzamiento no logró entrar en listas. |                          |    |    |

Sencillos
| 2003                                                     | «The Beauty of Simplicity» | 11 | 10 | The Beauty of Simplicity |
| "—" denota que el lanzamiento no logró entrar en listas. |                            |    |    |                          |